# Sentinel (film)
Sentinel (The Sentinel) è un film horror del 1977, diretto da Michael Winner, appartenente al filone demoniaco, post-esorcista.

## Trama
Dopo aver assistito alla morte del padre, la bella top model Alison Parker si trasferisce in un meraviglioso appartamento di New York per affrontare lo shock e il lutto a modo suo, soprattutto dopo aver rivissuto mentalmente il proprio tentativo di suicidio.
-
L'appartamento pare completamente disabitato se non fosse per l'ultimo piano, in cui risiede un prete cieco che passa la maggior parte del tempo affacciato alla finestra. 
-
Durante uno shooting fotografico, Alison subisce come un'aggressione da parte di un'entità invisibile, lo stesso pomeriggio riceve la visita di un suo anziano vicino che le rivela la presenza nella struttura di almeno altre 4 persone.
-
Il giorno dopo, Alison farà la conoscenza delle coinquiline del primo piano, due ballerine omosessuali mentalmente instabili alquanto inappropriate fra domande personali e modi di fare. I suoi continui giramenti di testa e malesseri fisici andranno ad influire pesantemente sul suo lavoro, di contro la vita sociale all'Interno dell'appartamento pare peggiorare sempre più con festini a cui viene costretta a partecipare e rumori molesti durante la notte.
Lamentandosi con la propria venditrice immobiliare scopre che l'intero palazzo è disabilitato da almeno 3 anni e che tutte le persone con cui ha parlato non sembrano essere più in vita da tempo.
-
Nel frattempo il prete dell'ultimo piano riceve una visita da parte del Vaticano che lo informa di non dover più soffrire per la sua missione, ma apparentemente non sembra importargli molto e rimane ancora fermo a fissare la finestra.
Quella stessa notte, Alison, armata di coltello, torna nell'appartamento dell'anziano signor Chaser dove viene attaccata del cadavere di suo padre, cosa che la farà impazzire.
Nell'ospedale dove è ricoverata, il suo fidanzato e avvocato, Michael Lerman, riceve la visita di due poliziotti che gli ricordano che questa è la terza donna che tenta il suicidio dopo essere stata con lui, purtroppo le prove non sono sufficienti per incastrarlo e quindi decidono di seguire il caso a distanza, fino al ritrovamento di un cadavere collegato in modo diretto all'avvocato.
-
Alison incontra il prete del Vaticano incaricato di seguire il caso, si confessa a lui e di conseguenza ritrova la fede cristiana, il suo fidanzato invece decide di credergli e con lei indaga sull'accaduto nella casa e insieme noteranno delle differenze estreme nell'arredamento, ma Alison mostra segni di possessione leggendo in un normalissimo libro delle scritte in latino. Michael incontra uno studioso di latino che gli traduce la scritta e scopre così che si tratta di Latino Arcaico, usato a Roma prima dei Cesari, e che si tratta di un estratto dal libro Paradise Lost di Milton.
-
Il monsignor Franchino, il prete incaricato del caso, incontra Michael e gli fornisce alcuni informazioni riguardanti il vecchio cieco all'ultimo piano ma sembrerebbe restio a farglielo incontrare di persona.
-
Durante la notte, Michael insieme ad uno scassinatore, entra nell'ufficio di Franchino aprendo la cassaforte e rubando tutte le informazioni del prete cieco, scoprendo che scomparve come civile dopo un tentativo di suicidio e riapparve anni dopo come prete, così tanti altri prima -e dopo - di lui, fra questi compare anche Alison, già soprannominata "Suor Teresa", il giorno prefissato per la trasformazione è il successivo.
-
Michael si mette così contro l'arcidiocesi americana difendendo la vita di Alison con la propria, mentre lei subisce l'ennesimo svenimento per poi sparire nel mezzo della notte. Michael scopre nell'appartamento al pian terreno l'entrata dell'inferno (con tanto di scritta Dantesca sul frontone) dove viene fermato dall'aprirla dal prete cieco. Michael preso da una strana furia omicida lo soffoca fino alla morte.
Alison raggiunge l'abitazione dove viene raggiunta da un Michael reincarnato (poiché morto durante lo strangolamento per mano di Franchino) che gli spiega il suo ruolo in questo strano gioco, lei è stata preparata in questi giorni a divenire la nuova "Sentinella", colei che deve vegliare sull'entrata dell'inferno, l'unico modo che ha per non accogliere l'incarico è suicidarsi.
-
L'abitazione viene invasa dalla "Legione Infernale", esseri deformi che in vita hanno commesso atti indicibili, che tentano di convincere Alison a suicidarsi e quindi respingere Dio, ma proprio all'appartamento dell'ultimo piano decide di accettare il suo destino e di diventare Suor Teresa.
-
Il film finisce con Suor Teresa ormai cieca alla finestra di una nuova costruzione che sorge dove un tempo vi era la casa demoniaca, qui una nuova coppia decide di acquistare un appartamento al secondo piano, ignari che uno dei due prima o poi sarà destinato a prendere il suo posto.

## Produzione
La sceneggiatura è basata sul romanzo del 1974 La sentinella del male (The Sentinel) di Jeffrey Konvitz, che collaborò anche alla stesura del copione insieme al regista Winner. Gli esterni della casa furono ripresi su Remsen Street a Brooklyn e molte delle location del film si trovano a Brooklyn Heights.
Winner si ispirò alle rappresentazioni delle creature infernali presenti nell'Inferno di Dante, nei drammi di Christopher Marlowe e nei dipinti di Hieronymus Bosch. Poco tempo dopo l'uscita del film, Winner rivelò che molti degli esseri deformi presenti nel finale erano realmente persone con disabilità psichiche o deformità fisiche, presi da ospedali e circhi, per risparmiare su trucco ed effetti speciali.

## Critica
Sentinel fu accolto da recensioni negative alla sua uscita nelle sale. David Pirie della rivista Time Out fu molto critico nei confronti del film, definendolo "solo una massa di scene spesso incomprensibili, recitate così male che anche i colpi di scena più evidenti contano poco". Pirie criticò la pellicola per essere derivativa di Rosemary's Baby, L'esorcista e Il presagio: "Sentinel sembra poco più che un mucchio di scarti di recenti successi soprannaturali". Il critico Robin Wood lo descrisse "il peggior film horror degli anni '70, il più offensivo e repressivo".
Anche Variety recensì negativamente il film, scrivendo: "Sentinel è un'escursione lurida e grottesca nello psicodramma religioso, degno di nota per le prestazioni uniformemente scarse di un ampio cast di nomi familiari e una regia isterica e pesante." The New York Times definì il film "noioso", criticandolo per la sua durata, ma elogiò la performance attoriale di Cristina Raines. Il critico cinematografico John Simon del National Review lo definì "terribile".
Lo studioso di cinema Richard Bookbinder scrisse nel suo libro del 1982 The Films of the Seventies che la scena finale dove le "armate dell'inferno" terrorizzano Alison "è indubbiamente una delle più terrificanti di tutto il cinema degli anni settanta."
Sull'aggregatore di recensioni Rotten Tomatoes, Sentinel ha un indice di gradimento del 50% basato su 20 recensioni da parte di critici cinematografici professionisti, con un voto di 6 su 10.